# Кузнецов, Анатолий Георгиевич
Анато́лий Гео́ргиевич Кузнецо́в (23 июля 1932, Пермь — 23 июля 2000, Москва) — советский шахматный композитор, журналист, дважды мастер спорта СССР — по шахматам (1961) и по шахматной композиции, международный мастер (1980) и международный арбитр (1965) по шахматной композиции. Редактор отдела композиции в журнале «Шахматы в СССР» (с 1971 года).
Жил в городе Реутов. Автор множества статей по вопросам шахматной композиции. Опубликовал около 250 композиций, преимущественно этюдов, а также задач на ретроанализ. Участник 6 личных чемпионатов СССР (1955—1969) и множества конкурсов, где удостоен около 50 первых призов. Его многолетним этюдным соавтором был Б. А. Сахаров.

## Избранные этюды
|   | a | b | c | d | e | f | g | h |   |
| - | --- | --- | --- | --- | --- | --- | --- | --- | - |
| 8 | a7 чёрная ладья · d7 чёрная пешка · b6 чёрная пешка · c6 чёрный король · c5 белая пешка · d5 белая ладья · b3 белый король · f3 белый слон · h3 чёрный слон | a7 чёрная ладья · d7 чёрная пешка · b6 чёрная пешка · c6 чёрный король · c5 белая пешка · d5 белая ладья · b3 белый король · f3 белый слон · h3 чёрный слон | a7 чёрная ладья · d7 чёрная пешка · b6 чёрная пешка · c6 чёрный король · c5 белая пешка · d5 белая ладья · b3 белый король · f3 белый слон · h3 чёрный слон | a7 чёрная ладья · d7 чёрная пешка · b6 чёрная пешка · c6 чёрный король · c5 белая пешка · d5 белая ладья · b3 белый король · f3 белый слон · h3 чёрный слон | a7 чёрная ладья · d7 чёрная пешка · b6 чёрная пешка · c6 чёрный король · c5 белая пешка · d5 белая ладья · b3 белый король · f3 белый слон · h3 чёрный слон | a7 чёрная ладья · d7 чёрная пешка · b6 чёрная пешка · c6 чёрный король · c5 белая пешка · d5 белая ладья · b3 белый король · f3 белый слон · h3 чёрный слон | a7 чёрная ладья · d7 чёрная пешка · b6 чёрная пешка · c6 чёрный король · c5 белая пешка · d5 белая ладья · b3 белый король · f3 белый слон · h3 чёрный слон | a7 чёрная ладья · d7 чёрная пешка · b6 чёрная пешка · c6 чёрный король · c5 белая пешка · d5 белая ладья · b3 белый король · f3 белый слон · h3 чёрный слон | 8 |
| 7 | a7 чёрная ладья · d7 чёрная пешка · b6 чёрная пешка · c6 чёрный король · c5 белая пешка · d5 белая ладья · b3 белый король · f3 белый слон · h3 чёрный слон | a7 чёрная ладья · d7 чёрная пешка · b6 чёрная пешка · c6 чёрный король · c5 белая пешка · d5 белая ладья · b3 белый король · f3 белый слон · h3 чёрный слон | a7 чёрная ладья · d7 чёрная пешка · b6 чёрная пешка · c6 чёрный король · c5 белая пешка · d5 белая ладья · b3 белый король · f3 белый слон · h3 чёрный слон | a7 чёрная ладья · d7 чёрная пешка · b6 чёрная пешка · c6 чёрный король · c5 белая пешка · d5 белая ладья · b3 белый король · f3 белый слон · h3 чёрный слон | a7 чёрная ладья · d7 чёрная пешка · b6 чёрная пешка · c6 чёрный король · c5 белая пешка · d5 белая ладья · b3 белый король · f3 белый слон · h3 чёрный слон | a7 чёрная ладья · d7 чёрная пешка · b6 чёрная пешка · c6 чёрный король · c5 белая пешка · d5 белая ладья · b3 белый король · f3 белый слон · h3 чёрный слон | a7 чёрная ладья · d7 чёрная пешка · b6 чёрная пешка · c6 чёрный король · c5 белая пешка · d5 белая ладья · b3 белый король · f3 белый слон · h3 чёрный слон | a7 чёрная ладья · d7 чёрная пешка · b6 чёрная пешка · c6 чёрный король · c5 белая пешка · d5 белая ладья · b3 белый король · f3 белый слон · h3 чёрный слон | 7 |
| 6 | a7 чёрная ладья · d7 чёрная пешка · b6 чёрная пешка · c6 чёрный король · c5 белая пешка · d5 белая ладья · b3 белый король · f3 белый слон · h3 чёрный слон | a7 чёрная ладья · d7 чёрная пешка · b6 чёрная пешка · c6 чёрный король · c5 белая пешка · d5 белая ладья · b3 белый король · f3 белый слон · h3 чёрный слон | a7 чёрная ладья · d7 чёрная пешка · b6 чёрная пешка · c6 чёрный король · c5 белая пешка · d5 белая ладья · b3 белый король · f3 белый слон · h3 чёрный слон | a7 чёрная ладья · d7 чёрная пешка · b6 чёрная пешка · c6 чёрный король · c5 белая пешка · d5 белая ладья · b3 белый король · f3 белый слон · h3 чёрный слон | a7 чёрная ладья · d7 чёрная пешка · b6 чёрная пешка · c6 чёрный король · c5 белая пешка · d5 белая ладья · b3 белый король · f3 белый слон · h3 чёрный слон | a7 чёрная ладья · d7 чёрная пешка · b6 чёрная пешка · c6 чёрный король · c5 белая пешка · d5 белая ладья · b3 белый король · f3 белый слон · h3 чёрный слон | a7 чёрная ладья · d7 чёрная пешка · b6 чёрная пешка · c6 чёрный король · c5 белая пешка · d5 белая ладья · b3 белый король · f3 белый слон · h3 чёрный слон | a7 чёрная ладья · d7 чёрная пешка · b6 чёрная пешка · c6 чёрный король · c5 белая пешка · d5 белая ладья · b3 белый король · f3 белый слон · h3 чёрный слон | 6 |
| 5 | a7 чёрная ладья · d7 чёрная пешка · b6 чёрная пешка · c6 чёрный король · c5 белая пешка · d5 белая ладья · b3 белый король · f3 белый слон · h3 чёрный слон | a7 чёрная ладья · d7 чёрная пешка · b6 чёрная пешка · c6 чёрный король · c5 белая пешка · d5 белая ладья · b3 белый король · f3 белый слон · h3 чёрный слон | a7 чёрная ладья · d7 чёрная пешка · b6 чёрная пешка · c6 чёрный король · c5 белая пешка · d5 белая ладья · b3 белый король · f3 белый слон · h3 чёрный слон | a7 чёрная ладья · d7 чёрная пешка · b6 чёрная пешка · c6 чёрный король · c5 белая пешка · d5 белая ладья · b3 белый король · f3 белый слон · h3 чёрный слон | a7 чёрная ладья · d7 чёрная пешка · b6 чёрная пешка · c6 чёрный король · c5 белая пешка · d5 белая ладья · b3 белый король · f3 белый слон · h3 чёрный слон | a7 чёрная ладья · d7 чёрная пешка · b6 чёрная пешка · c6 чёрный король · c5 белая пешка · d5 белая ладья · b3 белый король · f3 белый слон · h3 чёрный слон | a7 чёрная ладья · d7 чёрная пешка · b6 чёрная пешка · c6 чёрный король · c5 белая пешка · d5 белая ладья · b3 белый король · f3 белый слон · h3 чёрный слон | a7 чёрная ладья · d7 чёрная пешка · b6 чёрная пешка · c6 чёрный король · c5 белая пешка · d5 белая ладья · b3 белый король · f3 белый слон · h3 чёрный слон | 5 |
| 4 | a7 чёрная ладья · d7 чёрная пешка · b6 чёрная пешка · c6 чёрный король · c5 белая пешка · d5 белая ладья · b3 белый король · f3 белый слон · h3 чёрный слон | a7 чёрная ладья · d7 чёрная пешка · b6 чёрная пешка · c6 чёрный король · c5 белая пешка · d5 белая ладья · b3 белый король · f3 белый слон · h3 чёрный слон | a7 чёрная ладья · d7 чёрная пешка · b6 чёрная пешка · c6 чёрный король · c5 белая пешка · d5 белая ладья · b3 белый король · f3 белый слон · h3 чёрный слон | a7 чёрная ладья · d7 чёрная пешка · b6 чёрная пешка · c6 чёрный король · c5 белая пешка · d5 белая ладья · b3 белый король · f3 белый слон · h3 чёрный слон | a7 чёрная ладья · d7 чёрная пешка · b6 чёрная пешка · c6 чёрный король · c5 белая пешка · d5 белая ладья · b3 белый король · f3 белый слон · h3 чёрный слон | a7 чёрная ладья · d7 чёрная пешка · b6 чёрная пешка · c6 чёрный король · c5 белая пешка · d5 белая ладья · b3 белый король · f3 белый слон · h3 чёрный слон | a7 чёрная ладья · d7 чёрная пешка · b6 чёрная пешка · c6 чёрный король · c5 белая пешка · d5 белая ладья · b3 белый король · f3 белый слон · h3 чёрный слон | a7 чёрная ладья · d7 чёрная пешка · b6 чёрная пешка · c6 чёрный король · c5 белая пешка · d5 белая ладья · b3 белый король · f3 белый слон · h3 чёрный слон | 4 |
| 3 | a7 чёрная ладья · d7 чёрная пешка · b6 чёрная пешка · c6 чёрный король · c5 белая пешка · d5 белая ладья · b3 белый король · f3 белый слон · h3 чёрный слон | a7 чёрная ладья · d7 чёрная пешка · b6 чёрная пешка · c6 чёрный король · c5 белая пешка · d5 белая ладья · b3 белый король · f3 белый слон · h3 чёрный слон | a7 чёрная ладья · d7 чёрная пешка · b6 чёрная пешка · c6 чёрный король · c5 белая пешка · d5 белая ладья · b3 белый король · f3 белый слон · h3 чёрный слон | a7 чёрная ладья · d7 чёрная пешка · b6 чёрная пешка · c6 чёрный король · c5 белая пешка · d5 белая ладья · b3 белый король · f3 белый слон · h3 чёрный слон | a7 чёрная ладья · d7 чёрная пешка · b6 чёрная пешка · c6 чёрный король · c5 белая пешка · d5 белая ладья · b3 белый король · f3 белый слон · h3 чёрный слон | a7 чёрная ладья · d7 чёрная пешка · b6 чёрная пешка · c6 чёрный король · c5 белая пешка · d5 белая ладья · b3 белый король · f3 белый слон · h3 чёрный слон | a7 чёрная ладья · d7 чёрная пешка · b6 чёрная пешка · c6 чёрный король · c5 белая пешка · d5 белая ладья · b3 белый король · f3 белый слон · h3 чёрный слон | a7 чёрная ладья · d7 чёрная пешка · b6 чёрная пешка · c6 чёрный король · c5 белая пешка · d5 белая ладья · b3 белый король · f3 белый слон · h3 чёрный слон | 3 |
| 2 | a7 чёрная ладья · d7 чёрная пешка · b6 чёрная пешка · c6 чёрный король · c5 белая пешка · d5 белая ладья · b3 белый король · f3 белый слон · h3 чёрный слон | a7 чёрная ладья · d7 чёрная пешка · b6 чёрная пешка · c6 чёрный король · c5 белая пешка · d5 белая ладья · b3 белый король · f3 белый слон · h3 чёрный слон | a7 чёрная ладья · d7 чёрная пешка · b6 чёрная пешка · c6 чёрный король · c5 белая пешка · d5 белая ладья · b3 белый король · f3 белый слон · h3 чёрный слон | a7 чёрная ладья · d7 чёрная пешка · b6 чёрная пешка · c6 чёрный король · c5 белая пешка · d5 белая ладья · b3 белый король · f3 белый слон · h3 чёрный слон | a7 чёрная ладья · d7 чёрная пешка · b6 чёрная пешка · c6 чёрный король · c5 белая пешка · d5 белая ладья · b3 белый король · f3 белый слон · h3 чёрный слон | a7 чёрная ладья · d7 чёрная пешка · b6 чёрная пешка · c6 чёрный король · c5 белая пешка · d5 белая ладья · b3 белый король · f3 белый слон · h3 чёрный слон | a7 чёрная ладья · d7 чёрная пешка · b6 чёрная пешка · c6 чёрный король · c5 белая пешка · d5 белая ладья · b3 белый король · f3 белый слон · h3 чёрный слон | a7 чёрная ладья · d7 чёрная пешка · b6 чёрная пешка · c6 чёрный король · c5 белая пешка · d5 белая ладья · b3 белый король · f3 белый слон · h3 чёрный слон | 2 |
| 1 | a7 чёрная ладья · d7 чёрная пешка · b6 чёрная пешка · c6 чёрный король · c5 белая пешка · d5 белая ладья · b3 белый король · f3 белый слон · h3 чёрный слон | a7 чёрная ладья · d7 чёрная пешка · b6 чёрная пешка · c6 чёрный король · c5 белая пешка · d5 белая ладья · b3 белый король · f3 белый слон · h3 чёрный слон | a7 чёрная ладья · d7 чёрная пешка · b6 чёрная пешка · c6 чёрный король · c5 белая пешка · d5 белая ладья · b3 белый король · f3 белый слон · h3 чёрный слон | a7 чёрная ладья · d7 чёрная пешка · b6 чёрная пешка · c6 чёрный король · c5 белая пешка · d5 белая ладья · b3 белый король · f3 белый слон · h3 чёрный слон | a7 чёрная ладья · d7 чёрная пешка · b6 чёрная пешка · c6 чёрный король · c5 белая пешка · d5 белая ладья · b3 белый король · f3 белый слон · h3 чёрный слон | a7 чёрная ладья · d7 чёрная пешка · b6 чёрная пешка · c6 чёрный король · c5 белая пешка · d5 белая ладья · b3 белый король · f3 белый слон · h3 чёрный слон | a7 чёрная ладья · d7 чёрная пешка · b6 чёрная пешка · c6 чёрный король · c5 белая пешка · d5 белая ладья · b3 белый король · f3 белый слон · h3 чёрный слон | a7 чёрная ладья · d7 чёрная пешка · b6 чёрная пешка · c6 чёрный король · c5 белая пешка · d5 белая ладья · b3 белый король · f3 белый слон · h3 чёрный слон | 1 |
|   | a | b | c | d | e | f | g | h |   |

Решение:

1. Лd6++! Крb5! (1…Крc7 2. cb+ Кр: d6 3. ba, или 1…Кр: c5 2. Лd5+ Крc6 3. Лa5+)

2. cb Сe6+

3. Л:e6! (3. Крb2? Лa2+ 4. Крc1 Лh2!) Лb7!!

4. Лe5+ d5!

5. С:d5 Л:b6

6. Сb7 ×

## Книги
- Цвета шахматного спектра, М., 1980.
- Шахматные этюды — бриллианты. — Рига: Retorika-A, 1998. — 332 с. — ISBN 9984-9229-4-4.